# Campeonato de Europa de Clubes de fútbol sala femenino 2016-17
El Campeonato de Europa de Clubes de fútbol sala femenino 2016/17 es la 1ª edición del máximo torneo de clubes de fútbol sala Femenino. 
El torneo empezó el 10 de abril de 2017 y terminó el 13 de abril de 2017 con la final.

## Información de los equipos
| País         | Club                         | Ciudad          | Entrenador/a        |
| ------------ | ---------------------------- | --------------- | ------------------- |
| España       | Atlético Madrid Navalcarnero | Navalcarnero    | Andrés Sanz         |
| Italia       | ASDC Montesilvano            | Montesilvano    | Francesca Salvatore |
| Portugal     | FC Vermoim                   | Vermoim         |                     |
| Países Bajos | vv Pernis                    | Róterdam        |                     |
| Ucrania      | Inter Media Service          | Kiev            |                     |
| Rusia        | FS Aurora San Petersburgo    | San Petersburgo |                     |

## Organización

### Sede
El torneo se disputó en la ciudad de Navalcarnero, en el pabellón La Estación,  con capacidad para 1.500 espectadores.

## Fase de grupos

### Grupo A
| Equipo                    | Pts | PJ | PG | PE | PP | GF | GC |
| ------------------------- | --- | -- | -- | -- | -- | -- | -- |
| ASDC Montesilvano         | 6   | 2  | 2  | 0  | 0  | 6  | 2  |
| FS Aurora San Petersburgo | 3   | 2  | 1  | 0  | 1  | 6  | 7  |
| FC Vermoim                | 0   | 2  | 0  | 0  | 2  | 6  | 9  |

| 10 de abril de 2017, 17:00 | FC Vermoim                | 2:3 (1:0) | ASDC Montesilvano                              | Pabellón La Estación, Navalcarnero                                  |                                                                     |
|                            | Patricia Magalhães 5' 23' | Reporte   | Jessica Troiano 22' 40' · Alessia Guidotti 38' | Asistencia: 600 espectadores Árbitro(s): Castro Merino y Mayo López | Asistencia: 600 espectadores Árbitro(s): Castro Merino y Mayo López |

| 11 de abril de 2017, 17:00 | ASDC Montesilvano                    | 3:0 (1:0) | FS Aurora San Petersburgo | Pabellón La Estación, Navalcarnero                                                        |                                                                                           |
|                            | Guidotti 19' · Filipa 31' · Ampi 32' | Reporte   |                           | Asistencia: 1200 espectadores Árbitro(s): Carlos Munez Carpintero y Alejandro Jarque Ruiz | Asistencia: 1200 espectadores Árbitro(s): Carlos Munez Carpintero y Alejandro Jarque Ruiz |

| 12 de abril de 2017, 17:00 | FS Aurora San Petersburgo                                         | 6:4 (2:1) | FC Vermoim                                      | Pabellón La Estación, Navalcarnero                                          |                                                                             |
|                            | Lebedeba 18' · Nikitina 19' · Semenova 33' 36' 40' · Filisova 36' | Reporte   | Patricia Magalhães 2' 31' 37' · Ana Acevedo 24' | Asistencia: 400 espectadores Árbitro(s): Jiménez de Ory y Sallabanda Andona | Asistencia: 400 espectadores Árbitro(s): Jiménez de Ory y Sallabanda Andona |

### Grupo B
| Equipo                       | Pts | PJ | PG | PE | PP | GF | GC |
| ---------------------------- | --- | -- | -- | -- | -- | -- | -- |
| Atlético Madrid Navalcarnero | 6   | 2  | 2  | 0  | 0  | 16 | 2  |
| Inter Media Service          | 3   | 2  | 1  | 0  | 1  | 4  | 13 |
| vv Pernis                    | 0   | 2  | 0  | 0  | 2  | 3  | 8  |

| 10 de abril de 2017, 19:00 | vv Pernis       | 2:4 (1:2) | Atlético Madrid Navalcarnero                                                  | Pabellón La Estación, Navalcarnero                                         |                                                                            |
|                            | Milenca 13' 25' | Reporte   | Desirée Godoy 5' · Amelia Romero 13' · Ju Delgado 33' · Ariane Nascimento 40' | Asistencia: 1200 espectadores Árbitro(s): Moreno Durán y Sallabanda Andona | Asistencia: 1200 espectadores Árbitro(s): Moreno Durán y Sallabanda Andona |

| 11 de abril de 2017, 19:00 | vv Pernis      | 1:4 (1:2) | Inter Media Service                                       | Pabellón La Estación, Navalcarnero                                      |                                                                         |
|                            | Sagaidchna 24' | Reporte   | Shevchenko 1' · Dudytska 15' · Priscilla 17' · Titova 38' | Asistencia: 1200 espectadores Árbitro(s): Gómez García y Jiménez de Ory | Asistencia: 1200 espectadores Árbitro(s): Gómez García y Jiménez de Ory |

| 12 de abril de 2017, 19:00 | Inter Media Service | 0:12 (0:5) | Atlético Madrid Navalcarnero                                                                                        | Pabellón La Estación, Navalcarnero                                               |                                                                                  |
|                            |                     | Reporte    | Amelia Romero 2' · Marta Pelegrín 3' 26' 35' · Ariane Nascimento 5' 18' · Fabi 19' 26' 31' 37' · Ju Delgado 21' 23' | Asistencia: 1200 espectadores Árbitro(s): Celador Hernández y Fernández Cárdenas | Asistencia: 1200 espectadores Árbitro(s): Celador Hernández y Fernández Cárdenas |

## Fase Final

### 5 y 6 puesto
| 13 de abril de 2017, 15:00 | FC Vermoim                                                                       | 4:0 (0:0) | vv Pernis | Pabellón La Estación, Navalcarnero                                    |                                                                       |
|                            | Carla Vanessa 28' · Bruna Marques 33' · Ana Azevedo 38' · Patricia Magalhaes 40' | Reporte   |           | Asistencia: 250 espectadores Árbitro(s): Alonso Abad y Guzón Torrijos | Asistencia: 250 espectadores Árbitro(s): Alonso Abad y Guzón Torrijos |

### 3 y 4 puesto
| 13 de abril de 2017, 17:00 | FS Aurora San Petersburgo | 1:0 (0:0) | Inter Media Service | Pabellón La Estación, Navalcarnero                                            |                                                                               |
|                            | Nikitina 26'              | Reporte   |                     | Asistencia: 300 espectadores Árbitro(s): Aragón González y Fernández Cárdenas | Asistencia: 300 espectadores Árbitro(s): Aragón González y Fernández Cárdenas |

### Final
| 13          | Bandera de España | Estela García   |  |
| 5           | Bandera de Brasil | Ariane          |  |
| 7           | Bandera de España | Leticia Sanchez |  |
| 9           | Bandera de Brasil | Ju Delgado      |  |
| 10          | Bandera de España | Amelia Romero   |  |
| Entrenador: | Entrenador:       | Andrés Sanz     |  |

| 23          | Bandera de Italia | Samira Ghanfili     |  |
| 7           | Bandera de España | Amparo Jiménez      |  |
| 11          | Bandera de Italia | Jessica Troiano     |  |
| 14          | Bandera de España | Eva Ortega          |  |
| 21          | Bandera de Italia | Susana Nicoletti    |  |
| Entrenador: | Entrenador:       | Francesca Salvatore |  |

| 1  | Bandera de Brasil | Marilia Farias  |  |
| 4  | Bandera de España | Marta Pelegrín  |  |
| 11 | Bandera de Brasil | Fabiana Ribeiro |  |
| 12 | Bandera de España | Málika Lozano   |  |
| 14 | Bandera de España | Nere Moldes     |  |
| 18 | Bandera de España | Maria Sanz      |  |
| 21 | Bandera de Brasil | Desirée Godoy   |  |

| 1  | Bandera de Italia   | Sestari             |  |
| 6  | Bandera de Italia   | Bárbara Silvetti    |  |
| 8  | Bandera de Portugal | Filipa Mendes       |  |
| 10 | Bandera de Italia   | Serena Segui        |  |
| 15 | Bandera de Italia   | Eliane Dalla        |  |
| 17 | Bandera de Italia   | Alessia Guidotti    |  |
| 25 | Bandera de Italia   | Giulia Domenichetti |  |

| Anotado | 20' | Ariane          | 1-1 |
| Anotado | 25' | Leticia Sanchez | 2-1 |
| Anotado | 31' | Amelia Romero   | 3-1 |

| Anotado | 15' | Jessica Troiano  | 0-1 |
| Anotado | 35' | Susana Nicoletti | 3-2 |

| Amonestado |  | Ariane |  |

| Amonestado |  | Alessia Guidotti           |  |
| Amonestado |  | Eliane                     |  |
| Expulsado  |  | Francesca Salvatore (Ent.) |  |

| 13          | Bandera de España | Estela García   |  |
| 5           | Bandera de Brasil | Ariane          |  |
| 7           | Bandera de España | Leticia Sanchez |  |
| 9           | Bandera de Brasil | Ju Delgado      |  |
| 10          | Bandera de España | Amelia Romero   |  |
| Entrenador: | Entrenador:       | Andrés Sanz     |  |

| 23          | Bandera de Italia | Samira Ghanfili     |  |
| 7           | Bandera de España | Amparo Jiménez      |  |
| 11          | Bandera de Italia | Jessica Troiano     |  |
| 14          | Bandera de España | Eva Ortega          |  |
| 21          | Bandera de Italia | Susana Nicoletti    |  |
| Entrenador: | Entrenador:       | Francesca Salvatore |  |

| 1  | Bandera de Brasil | Marilia Farias  |  |
| 4  | Bandera de España | Marta Pelegrín  |  |
| 11 | Bandera de Brasil | Fabiana Ribeiro |  |
| 12 | Bandera de España | Málika Lozano   |  |
| 14 | Bandera de España | Nere Moldes     |  |
| 18 | Bandera de España | Maria Sanz      |  |
| 21 | Bandera de Brasil | Desirée Godoy   |  |

| 1  | Bandera de Italia   | Sestari             |  |
| 6  | Bandera de Italia   | Bárbara Silvetti    |  |
| 8  | Bandera de Portugal | Filipa Mendes       |  |
| 10 | Bandera de Italia   | Serena Segui        |  |
| 15 | Bandera de Italia   | Eliane Dalla        |  |
| 17 | Bandera de Italia   | Alessia Guidotti    |  |
| 25 | Bandera de Italia   | Giulia Domenichetti |  |

| Anotado | 20' | Ariane          | 1-1 |
| Anotado | 25' | Leticia Sanchez | 2-1 |
| Anotado | 31' | Amelia Romero   | 3-1 |

| Anotado | 15' | Jessica Troiano  | 0-1 |
| Anotado | 35' | Susana Nicoletti | 3-2 |

| Amonestado |  | Ariane |  |

| Amonestado |  | Alessia Guidotti           |  |
| Amonestado |  | Eliane                     |  |
| Expulsado  |  | Francesca Salvatore (Ent.) |  |

| 13          | Bandera de España | Estela García   |  |
| 5           | Bandera de Brasil | Ariane          |  |
| 7           | Bandera de España | Leticia Sanchez |  |
| 9           | Bandera de Brasil | Ju Delgado      |  |
| 10          | Bandera de España | Amelia Romero   |  |
| Entrenador: | Entrenador:       | Andrés Sanz     |  |

| 23          | Bandera de Italia | Samira Ghanfili     |  |
| 7           | Bandera de España | Amparo Jiménez      |  |
| 11          | Bandera de Italia | Jessica Troiano     |  |
| 14          | Bandera de España | Eva Ortega          |  |
| 21          | Bandera de Italia | Susana Nicoletti    |  |
| Entrenador: | Entrenador:       | Francesca Salvatore |  |

| 1  | Bandera de Brasil | Marilia Farias  |  |
| 4  | Bandera de España | Marta Pelegrín  |  |
| 11 | Bandera de Brasil | Fabiana Ribeiro |  |
| 12 | Bandera de España | Málika Lozano   |  |
| 14 | Bandera de España | Nere Moldes     |  |
| 18 | Bandera de España | Maria Sanz      |  |
| 21 | Bandera de Brasil | Desirée Godoy   |  |

| 1  | Bandera de Italia   | Sestari             |  |
| 6  | Bandera de Italia   | Bárbara Silvetti    |  |
| 8  | Bandera de Portugal | Filipa Mendes       |  |
| 10 | Bandera de Italia   | Serena Segui        |  |
| 15 | Bandera de Italia   | Eliane Dalla        |  |
| 17 | Bandera de Italia   | Alessia Guidotti    |  |
| 25 | Bandera de Italia   | Giulia Domenichetti |  |

| Anotado | 20' | Ariane          | 1-1 |
| Anotado | 25' | Leticia Sanchez | 2-1 |
| Anotado | 31' | Amelia Romero   | 3-1 |

| Anotado | 15' | Jessica Troiano  | 0-1 |
| Anotado | 35' | Susana Nicoletti | 3-2 |

| Amonestado |  | Ariane |  |

| Amonestado |  | Alessia Guidotti           |  |
| Amonestado |  | Eliane                     |  |
| Expulsado  |  | Francesca Salvatore (Ent.) |  |

| 13          | Bandera de España | Estela García   |  |
| 5           | Bandera de Brasil | Ariane          |  |
| 7           | Bandera de España | Leticia Sanchez |  |
| 9           | Bandera de Brasil | Ju Delgado      |  |
| 10          | Bandera de España | Amelia Romero   |  |
| Entrenador: | Entrenador:       | Andrés Sanz     |  |

| 23          | Bandera de Italia | Samira Ghanfili     |  |
| 7           | Bandera de España | Amparo Jiménez      |  |
| 11          | Bandera de Italia | Jessica Troiano     |  |
| 14          | Bandera de España | Eva Ortega          |  |
| 21          | Bandera de Italia | Susana Nicoletti    |  |
| Entrenador: | Entrenador:       | Francesca Salvatore |  |

| 1  | Bandera de Brasil | Marilia Farias  |  |
| 4  | Bandera de España | Marta Pelegrín  |  |
| 11 | Bandera de Brasil | Fabiana Ribeiro |  |
| 12 | Bandera de España | Málika Lozano   |  |
| 14 | Bandera de España | Nere Moldes     |  |
| 18 | Bandera de España | Maria Sanz      |  |
| 21 | Bandera de Brasil | Desirée Godoy   |  |

| 1  | Bandera de Italia   | Sestari             |  |
| 6  | Bandera de Italia   | Bárbara Silvetti    |  |
| 8  | Bandera de Portugal | Filipa Mendes       |  |
| 10 | Bandera de Italia   | Serena Segui        |  |
| 15 | Bandera de Italia   | Eliane Dalla        |  |
| 17 | Bandera de Italia   | Alessia Guidotti    |  |
| 25 | Bandera de Italia   | Giulia Domenichetti |  |

| Anotado | 20' | Ariane          | 1-1 |
| Anotado | 25' | Leticia Sanchez | 2-1 |
| Anotado | 31' | Amelia Romero   | 3-1 |

| Anotado | 15' | Jessica Troiano  | 0-1 |
| Anotado | 35' | Susana Nicoletti | 3-2 |

| Amonestado |  | Ariane |  |

| Amonestado |  | Alessia Guidotti           |  |
| Amonestado |  | Eliane                     |  |
| Expulsado  |  | Francesca Salvatore (Ent.) |  |

| España                                          |
| Campeón Atlético Madrid Navalcarnero 1.º título |

## Clasificación
| Puesto | Equipo                       |
| ------ | ---------------------------- |
| 1      | Atlético Madrid Navalcarnero |
| 2      | ASDC Montesilvano            |
| 3      | FS Aurora San Petersburgo    |
| 4      | Inter Media Service          |
| 5      | FC Vermoim                   |
| 6      | vv Pernis                    |

## Premios individuales
| Premio           | Jugador                | Equipo                       |
| ---------------- | ---------------------- | ---------------------------- |
| Máxima goleadora | Patricia Magalhaes (6) | FC Vermoim                   |
| Mejor portera    | Bianca Troost          | vv Pernis                    |
| Mejor jugadora   | Ariane Nascimento      | Atlético Madrid Navalcarnero |